# مجترات

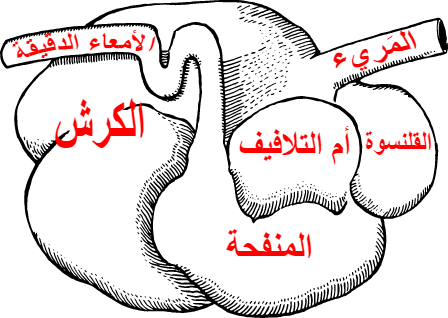
صورة توضيحية أولية للجهاز الهضمي للحيوانات المجترة

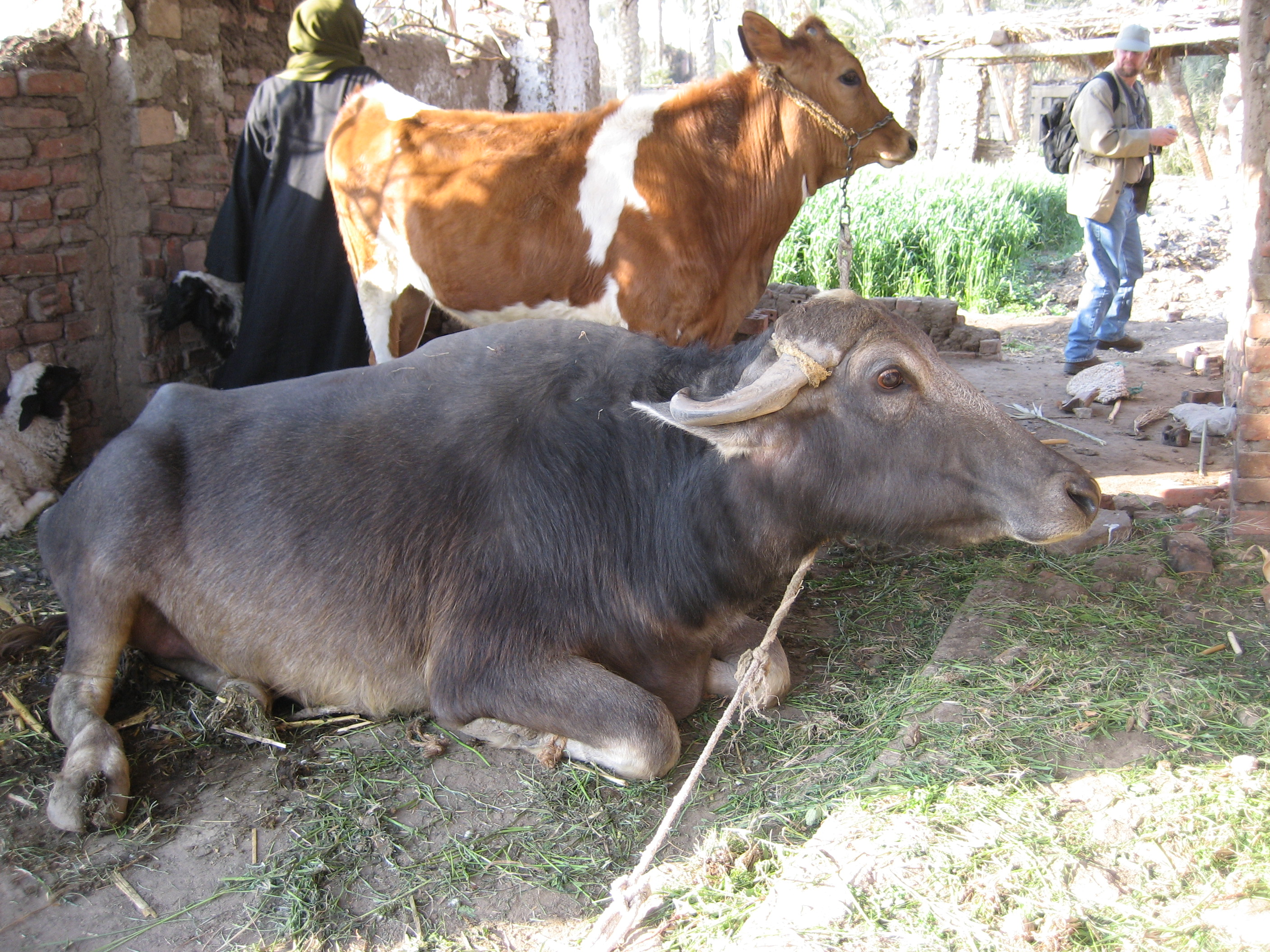
بقرة وجاموس.

المجترات أو الحيوانات المجترة (الاسم العلمي: Ruminantia) هي رتيبة من الثدييات تتبع طائفة الثدييات من شعبة الحبليات.
الحيوان المجتر هو نوع من الحيوانات التي تأكل طعامها عن طريق عملية الاجترار. ومن أشهر هذه الحيوانات البقر والماعز والخراف والزرافة والبايسن والقطاس والأيل والجمال والألبكة واللاما والنو والظباء.

## تصنيف
- الرتبة شفعيات الأصابع أو ذوات الظلف
  - رُتيبة الخنازير (Suina): الخنازير والبيكارات
  - رُتيبة ساديات الأقدام (Tylopoda): الجمال واللامات
  - رُتيبة المجترات (Cetruminantia): الحيوانات المجترة والحوت وفرس النهر
    - الرتبة السفلى الأيائل الفأرية (Tragulina) (متشابه العرق):
      - فصيلة † برودريموثريدا (Prodremotheriidae)
      - فصيلة † هايبرتراجيوليدا (Hypertragulidae)
      - فصيلة † برايتراجوليدا (Praetragulidae)
      - فصيلة † بروتوسيراتيدا[5] (Protoceratidae)
      - فصيلة الأيائل الفأرية (Tragulidae): الأيل الفأري، ستة أنواع حية في 4 أجناس

    - الرتبة السفلى المجترات القرناء (Pecora):
      - فصيلة الأيليات: الأيل وغزال الموظ، 49 نوع حي في 16 جنس
      - فصيلة الزرافيات (Giraffidae): الزرافي والأوكابي، 2 نوع حي في جنسين
      - فصيلة الظباء الماعزية (Antilocapridae): الظبي الأمريكي، نوع حي واحد في جنس واحد
      - فصيلة أيائل المسك (Moschidae): أيل المسك، 4 أنواع حية في جنس واحد
      - فصيلة البقريات (Bovidae): الماشية، الماعز، والأغنام، والغزال، 135 نوع حي في 48 جنسًا
      - فصيلة † جيلوجسيدا (Gelocidae)
      - فصيلة † المجترات العتيقة (Palaeomerycidae)
      - فصيلة † هوبليتوميرسيدا (Hoplitomerycidae)
      - فصيلة † كليماكوسيراتيدا (Climacoceratidae)
      - فصيلة † أركايوميريسيدا (Archaeomerycidae)
      - فصيلة † لوفيوميريسيدا (Lophiomerycidae)
      - فصيلة † ليبتوميرسيدا (Leptomerycidae)[5]

## التطور
الفصيلة الطرغولية (الغزال الفأري) هي الفصيلة الأساسية في المجترات (Ruminantia). مجموعة الكروموزومات الوراثية في المجترات (Ruminantia karyotype) هي 2 نوع = 48 مثل سلالات سيتارديوتاكتل (cetartiodactyls).

## التفسير العلمي
تتكون هذه العملية عن طريق الأكل علي خطوتين وليس كالبشر الذين يأكلون الطعام بخطوة واحدة. ويقصد بالخطوتين أنه يتم أكل الطعام ووضعه في المعدة ومن ثم إرجاعه إلى الفم مرة أخرى ليتم بلعه. الحيوانات المجترة غالباً ما يكون لها معدة أمامية تتكون من أربع حجرات لهضم الطعام.

## الأهمية الدينية
في الديانات الإبراهيمية، يفرق ما بين الحيوانات الطاهرة وغير الطاهرة بالسؤال: هل الحيوان يجتر الطعام أم لا؟ وفي التوراة: المسموح هو الحيوانات ذات الحوافر والتي تفتت الطعام وتبلعه ثم تعيده لفمها لطحنه وبلعه عدة مرات، وهو شرط محفوظ إلى اليوم في الكوشرات . أما الإسلام فيعتبر أن الثدييات حلال أكلها إن كانت مجترة. والمحرمات هي الحيوانات المفترسة والطيور الجارحة التي ذكرت في القرآن مثل السباع والنمور وكل ما يأكل لحوم مثل القطط والكلاب وأيضا الخنزير.
طبقا للتوراة يعتبر الأرنب حيوانا مجترا ويأكل الخضروات فقط لكنه لا يؤكل ويعتبر لحمه غير حلال (غير كوشر) ذلك لأنه ليس مشقوق الظلف إذ أن أرجله ذات مخالب تشبه أرجل القطط.

## اقرأ كذلك
- قائمة مزدوجات الأصابع حسب العدد
- جرة (مجترات)

## بيس
- Digestive Physiology of Herbivores - جامعة ولاية كولورادو